# Vezins, Maine-et-Loire

Vezins este o comună în departamentul Maine-et-Loire, Franța. În 2009 avea o populație de 1,647 de locuitori.